# Chiesa di San Gottardo (Sospirolo)
La chiesa di San Gottardo è un luogo di culto cattolico situato nella frazione omonima del comune di Sospirolo (provincia di Belluno).
È compresa nella parrocchia di Mas-Peron, appartenente alla diocesi di Belluno-Feltre.

## Storia
L'intitolazione fa pensare al transito di mercanti tedeschi che ridiscendevano la valle del Cordevole per raggiungere Venezia.
L'edificio è citato per la prima volta nel 1577 ma è certamente di origini più antiche. È noto, infatti, che fu costruita sulle rovine di una più antica chiesa di San Marco, oratorio di un omonimo ospizio che sorgeva nelle vicinanze. Come testimoniato dalle linee architettoniche, rimaste pressoché intatte sino ad oggi, l'opera dovrebbe risalire alla metà del Quattrocento.

## Edificio
San Gottardo si articola in un'unica navata lunga 17,35 m e larga 8,70 m. All'estremità orientale, introdotto da una balaustra in legno, si trova il presbiterio dove si collocano il coro e l'altare maggiore.
Su quest'ultimo ha trovato posto una pala raffigurante l'Incoronazione della Vergine, i santi Bruno e Gottardo e l'offerente Diana Grini, opera di Francesco Frigimelica il vecchio (1614-1616). Incastonata nel tabernacolo è una tavola attribuita a Jacobello del Fiore (XV secolo) con San Gottardo.
Per quanto riguarda gli altri due altari, quello di sinistra l'uno ornato da una pala con un Santo Vescovo (forse San Salvatore), l'altro da un dipinto raffigurante i Santi Bruno e Gottardo; sarebbero entrambe opere del Frigimelica coeve alla precedente. Presso l'entrata laterale ha trovato posto una Vergine con Bambino e San Giovannino.
Gli esterni sono molto semplici e mettono in risalto il campanile con cuspide a cipolla databile al XVIII secolo. Sino agli inizi del Novecento l'ingresso dalla parete laterale, quella rivolta a nord, era anticipato da un portico costituito da una fila di quattro colonne tuscaniche su cui si impostavano archi a tutto sesto.
La chiesa è stata recentemente restaurata dopo un lungo periodo di abbandono.